# Thena
Este artículo trata sobre el Eterno de Marvel Comics. Para la diosa de Marvel Comics, vea Atenea (Marvel Comics).
Thena (Azura) es un personaje que aparece en los cómics estadounidenses publicados por Marvel Comics. Apareció por primera vez en The Eternals #5 (noviembre de 1976) y fue creada por Jack Kirby. Ella es miembro de los Eternos, una raza humana en el Universo Marvel. También fue miembro de Héroes de Alquiler y Stark International.
Angelina Jolie interpreta a Thena la película Eternals (2021), parte del Universo cinematográfico de Marvel.

## Historial de publicación
Thena apareció por primera vez en The Eternals #5 (noviembre de 1976).
La continuidad de Marvel Comics se reconfiguró posteriormente, de modo que el personaje presentado como la diosa mitológica Minerva, introducido en Red Raven Comics #1 (agosto de 1940), era, de hecho, Thena. 
El personaje apareció en la serie regular The Eternals vol. 1, escrita por Jack Kirby y más tarde en una historia de Thor que se desarrolló en Thor #291-301.
Fue uno de los personajes principales de The Eternals vol. 2 en 1985, escrita por Peter B. Gillis y con dibujo de Sal Buscema, y en el one-shot The Eternals: The Herod Factor #1 en 1991.

## Biografía

### Comienzos
Thena nació en la ciudad de Olimpia en la antigua Grecia y, por lo tanto, es uno de los Eternos de Olimpia. Originalmente se llamaba Azura, pero su padre Zuras cambió su nombre por decreto real para parecerse al de la hija de Zeus, Atenea (nombre griego de Minerva), para sellar el tratado entre los dioses olímpicos y los eternos, en el que los eternos actuarían como representantes de los dioses en la Tierra, con Thena como representante personal de Atenea. Debido a esto, a menudo se la ha confundido con Atenea y Minerva. La ciudad de Atenas aparentemente fue construida para ella, no para la diosa, aunque Thena más tarde permitió que fuera conquistada por los Espartanos en 404 a. C.
Thena se convirtió en erudita y guerrera a medida que crecía. Ella se encontró con Kro en Babilonia hace 2.500 años. Él tuvo la oportunidad de matarla, pero no lo hizo; Con el paso de los años, los dos se acercaron más. Thena y Kro hicieron el amor durante la guerra de Vietnam, lo que provocó que Thena quedara embarazada de gemelos. Los colocó dentro de la Sra. Ritter, una mujer infértil, que los crio como sus propios hijos gemelos, Donald y Deborah.

### Edad Moderna
En tiempos recientes, los Eternos y Deviants se revelaron al mundo humano. Cuando el señor de la guerra Kro dirigió a sus ejércitos en un ataque en la ciudad de Nueva York, Thena se opuso a él para ayudar a rescatar a Sersi. Thena se reunió con Kro y se declaró públicamente a sí misma como una Eterna. Después de que Kro pidiera una tregua, la llevó a la ciudad deviant de Lemuria para tratar de reanudar su relación con ella. Sin embargo, Thena estaba horrorizada con las costumbres de los Desviants, incluida la matanza masiva de indeseables. Thena conoció al hermano Tode, el líder de los Deviants y vio una pelea de gladiadores entre campeones Deviants. Vio que Ransak el Rechazado, un Deviant genéticamente estable. Thena fue convencido por el Deviant Karkas para otorgarles un santuario a ambos y tomarlos bajo su protección. Luego participó en la Uni-Mind. Con Karkas y el rechazo, ella luchó contra Zakka y Tutinax. Ella se encontró y se convirtió en una aliada de Thor, y luego luchó contra Atenea del Olimpo, durante una batalla entre los dioses olímpicos y los Eternos.
Ella y el resto de los Eternos fueron capturados por la aristocracia Deviants, pero fueron rescatados por Iron Man (James Rhodes). Thena fue contactada por el espíritu de su padre y propuso a los Eternos la necesidad de ir al espacio. Luego formó de nuevo la Uni-Mind, y luchó contra Maelstrom junto a los Vengadores; fue elegida por la Uni-Mind para permanecer en la Tierra. Después de la muerte de Zuras y la posterior salida de la mayor parte de los Eternos de la Tierra, Thena se convirtió en Prime Eterno (líder de los Eternos de la Tierra), pero estaba traumatizada por la muerte de su padre y estaba siendo sutilmente influenciada por una Mina de Cerebro que Kro había tenido. colocado sobre ella. Thena estaba enojada cuando pocos eternos asistieron a su ceremonia de coronación. En un nuevo conflicto con los Deviants, Thena se encuentra con Kro nuevamente y lo ayuda a escapar del control del Sumo Sacerdote Ghaur. Frustró los esfuerzos de los otros Eternos contra Kro y se volvió contra Ikaris para ayudar a salvar la vida de Kro, pero luego renunció a su título de Ikaris después de una ceremonia y fue desterrada. Ella fue capturada con Kro por Ghaur, y liberado de la Uni-Mind de Kro; cuando se enteró de la Uni-Mind, estaba furiosa con Kro. Ella luchó contra Ghaur junto a los Eternos, Thor y los Vengadores de la Costa Oeste.
Algún tiempo después, un enloquecido Dr. Damian transformó a Ajak en un monstruo mediante el uso de tecnología Celestial, enviándolos a matar a los hijos gemelos de Thena y Kro, Donald y Deborah Ritter. El monstruoso Ajak mató a muchos pares de gemelos en el camino. Después de que los Eternos restauraron a Ajak a su verdadera forma, repentinamente afligido por los hechos que cometió como un monstruo, Ajak se suicidó, además de desintegrar al propio Dr. Damian. Thena se reunió con sus hijos y Kro, formando una familia. Thena luego envió a Gilgamesh para ayudar a los Vengadores, y luego ayudó al grupo de superhéroes en la lucha contra Proctor y sus Recolectores. Kro y Thena buscaron a sus hijos cuando fueron capturados por el villano Maelstrom. Cuando el loco sacerdote Ghaur intentó formar un Anti-Mente, capturó a los gemelos y a Thena. Kro llevó a su facción desviada a rescatar a sus hijos y a su amante, con la ayuda de Heroes for Hire. Sin embargo, fue superado por el poder de Ghaur y siguió luchando mientras su familia escapaba. Más tarde, Thena y el resto de los Eternos tuvieron que luchar contra Apocalipsis y se hicieron pasar por un grupo de superhéroes.

### Pérdida de memoria y secuelas
En el título de Eternals de 2006, Thena comenzó como una mujer normal casada con Thomas Eliot, con un hijo, y es investigadora de Stark Enterprises. Al igual que Sersi y Makkari, se vio afectada por la realidad de Sprite, que no tenía ningún recuerdo de su pasado como Eterno. Thena asistió en una fiesta de Vorozheika organizada por Sersi. En el partido, los eternos amnésicos fueron atacados por mercenarios de otra facción del gobierno de Vorozheika (Elliot fue asesinado inmediatamente por los mercenarios), la reunión de cuatro eternos provocó la recuperación de sus poderes. Con sus poderes devueltos, Thena se libera de los mercenarios que la capturaron. Posteriormente, comenzó a sufrir terribles pesadillas en las que de hecho era inmortal, y luchó contra varios Deviants multicolores con facilidad. Cuando se despertó de uno de estos sueños, descubrió que había recuperado su disfraz y sus poderes. Los Eternos, ahora recordando su pasado, llegaron a San Francisco para lidiar con el Celestial Sueño. Se dieron cuenta de que no pueden detener al Celestial (están programados para protegerlo) y dejarlo en paz. Los Eternos luego se embarcan en una búsqueda para ir y reclutar a los otros miembros que de manera similar se han olvidado de su verdadero yo debido a los engaños de Sprite. Al final de la historia, Thena seguía siendo una de los Eternos, manteniendo a su hijo (humano) con ella en su casa después de una acalorada discusión con Ikaris.
Thena siguió preocupándose por su hijo humano Thomas Elliot y comenzó a discutir con Ikaris por el método de despertar a los Eternos. No reconoció que su hijo era anfitrión de un explorador de la Horda.

### Muerte
Más tarde, cuando la Hueste Final de los Celestiales llegó a la Tierra, Thena junto con todos los Eternos se suicidaron después de darse cuenta del verdadero propósito para el que fueron creados.

## Poderes y habilidades
Thena es un miembro de la raza de superhumanos conocida como los Eternos. Como resultado, ella tiene fuerza, velocidad, durabilidad, resistencia, agilidad y reflejos sobrehumanos. Thena también posee la capacidad de manipular la energía cósmica para aumentar su fuerza vital, otorgándole virtual invulnerabilidad e inmortalidad, la capacidad de proyectar energía cósmica desde sus ojos o manos en forma de calor, luz o fuerza de conmoción y posiblemente otros poderes. Thena tiene control mental total sobre su forma física, lo que le otorga invulnerabilidad virtual e inmortalidad. También tiene la capacidad de levitarse y, por lo tanto, volar a la velocidad sobrehumana, la capacidad psiónica de reorganizar la estructura molecular de los objetos, la capacidad de lanzar ilusiones para disfrazar su apariencia y la de otros de las percepciones de los seres humanos normales, la capacidad de teletransportarse a sí misma y a otros con ella, y la capacidad de iniciar la formación de la Uni-Mind.
Thena tiene un intelecto dotado y ha estudiado con los mejores eruditos eternos y humanos a lo largo de su vida. Ella es altamente educada en numerosas áreas del conocimiento eterno y humano. Thena también es un formidable combatiente mano a mano, con un extenso entrenamiento en combate sin armas y el uso de muchas armas antiguas y eternas de alta tecnología.
Thena lleva una armadura de cuerpo de composición desconocida. Ella lleva un arco que dispara flechas que liberan "energía fría", y una lanza de energía que rodea a las víctimas con un anillo de calor intenso y luz o las bombardea con anti-gravitones.

## Otras versiones

### MC2
En el número 2 de Avengers-Next, se revela que Thor tenía una hija en la línea de tiempo alternativa, que también se llama Thena y posee los poderes del dios de la tormenta de su padre.

## En otros medios

### Televisión
- Thena aparece en Marvel Knights: Eternals, con la voz de Lisa Ann Beley.[27]

### Película
- Angelina Jolie está lista para representar a Thena en la próxima película de acción en vivo Eternals.[28] Esta versión adolece de "cansancio loco", una condición que los Eternos creen que es el resultado de acumular tantos recuerdos a lo largo de sus siglos de vida. Más tarde descubren que es el resultado de una limpieza mental fallida, que se realiza en cada Eterno después de completar una misión. Ella tiene un vínculo estrecho con Gilgamesh y estaba viviendo con él en el exilio en Australia, cuando sus compañeros Eternos llegaron para reformar el equipo y detener la Emergencia. Después de que Gilgamesh fue asesinado por Kro, ella desarrolló un odio por este Deviant y buscó vengarse, y finalmente lo mata. Luego, se enfrentó a Ikaris para detener a Tiamut. Thena se fusionó con los demás para formar la Uni-Mente y derrotar a Tiamut. Thena, Druig y Makkari viajaron al Domo para buscar más Eternos para decirles la verdad, pero al descubrir que Sersi, Phastos y Kingo fueron capturados por Arishem, el trío se alió con Eros y Pip Gofern para salvarlos.